# 舞鶴パーキングエリア
舞鶴パーキングエリア（まいづるパーキングエリア）は、京都府舞鶴市多門院にある舞鶴若狭自動車道のパーキングエリアである。2003年（平成15年）3月9日の、小浜西ICまでの延伸に伴い開業した。

## 道路
- E27 舞鶴若狭自動車道

## 施設

### 上り線（吉川方面）
- 駐車場
  - 大型 : 7台
  - 小型 : 14台
- トイレ
  - 男性 : 大2器（和式 : 0器・洋式 : 2器）・小 : 3器
  - 女性 : 5器（和式 : 1器・洋式 : 4器）
  - 車椅子用 : 1器
- 自動販売機

### 下り線（敦賀方面）
- 駐車場
  - 大型 : 7台
  - 小型 : 14台
- トイレ
  - 男性 : 大2器（和式 : 0器・洋式 : 2器）・小 : 3器
  - 女性 : 5器（和式 : 1器・洋式 : 4器）
  - 車椅子用 : 1器
- 自動販売機

## 歴史
- 2003年（平成15年）3月9日 : 舞鶴東IC - 小浜西IC間開通に伴い開業
- 2006年（平成18年） : 自動販売機（近畿コカ・コーラボトリング 舞鶴支店）設置

## 隣
E27 舞鶴若狭自動車道
(8)舞鶴東IC - 舞鶴PA - (9)大飯高浜IC